# Bojan Boew
Bojan Boew (bg. Боян Боев) – bułgarski zapaśnik walczący w stylu wolnym. Wicemistrz świata w 1973; trzeci w 1974; piąty w 1975. Brązowy medalista mistrzostw Europy w 1973; czwarty w 1974 roku.